# Anton Schaller (Mediziner)
Anton Schaller (* 15. Dezember 1933 in Wien; † 2018 ebenda) war ein österreichischer Gynäkologe und Geburtshelfer.

## Leben und Wirken
Anton Schaller wurde nach seinem Medizinstudium 1959 promoviert. Er begann nach mehrjähriger Assistentur am Anatomischen Institut der Universität Wien und Ableistung der erforderlichen Gegenfächer im WS 1964/65 seine Ausbildung an der II. Universitäts-Frauenklinik in Wien und nach der Facharztanerkennung 1969 habilitierte er sich im Jahre 1976 an der Universität Wien für das Fachgebiet Frauenheilkunde und Geburtshilfe. 1988 wurde Anton Schaller zum außerordentlichen Universitätsprofessor ernannt. Nach der 1993 erfolgten Zusammenlegung der I. und II. Universitäts-Frauenklinik zur Universitätsklinik für Frauenheilkunde gehörte Schaller bis zu seinem Eintritt in den Ruhestand 1999 der Abteilung für Pränatale Diagnostik und Therapie an.

### Forschung
Anton Schaller publizierte an die 120 gynäkologisch – vorwiegend operative und geburtshilfliche – Arbeiten; hinzu kommen die Monographien sowie mehrere Lehrbuch- und Handbuchbeiträge. Sein besonderes Interesse galt dabei der Teratologie im Bereich der Geburtshilfe sowie der Gynäkologie-Historie. Eine wichtige Aufgabe sah er im Zusammenhang mit Letzterer in der Bewahrung der Kulturgüter und des alten Instrumentars der beiden traditionsreichen Wiener Frauenkliniken.

### Ehrung
Von der Österreichischen Ärztekammer wurde Schaller 1978 das Silberne Ehrenzeichen verliehen. Im selben Jahr erhielt er ein Anerkennungsdiplom für seine bis dahin zehnjährige Organisation der Obergurgler gynäkologisch-geburtshilflichen Fortbildungskongresse. Im Jahr 2000 wurde er von der Österreichischen Gesellschaft für Gynäkologie und Geburtshilfe zum Ehrenmitglied ernannt.

## Schriften (Auswahl)
- Anton Schaller, Issam H. Kalla, Arne A. Ambros: Wörterbuch der Anatomie Latein (Deutsch)-Arabisch. Hrsg. Hammer-Purgstall-Gesellschaft, Wien 1964.
- Josef Artner, Anton Schaller: Die Wertheimsche Radikaloperation: Anfänge, Fortschritte, Ergebnisse. 1898 - 1968. Maudrich, Wien 1968.
- Josef Artner, Johann Heinrich Holzner, Anton Schaller: Die Wertheimsche Radikaloperation. Maudrich, Wien 1972.
- Anton Schaller: Geburtsmedizinische Teratologie. Urban und Schwarzenberg, München 1975, ISBN 3-541-07451-5.
- Anton Schaller: Die Wertheim-Klinik: Eine Geschichte der II. Universitäts-Frauenklinik in Wien. Maudrich, Wien 1992, ISBN 3-85175-582-0.
- Anton Schaller: Ecke Spitalgasse – Lazarettgasse: Die Wiener Frauenkliniken in Anekdoten und Memorabilien. Maudrich, Wien 1999, ISBN 3-85175-727-0.
- Anton Schaller: Instrumentarium obstetricium Viennense: Alte geburtshilfliche Instrumente der ehemaligen Universitäts-Frauenkliniken in Wien. Maudrich, Wien 2002, ISBN 3-85175-773-4.
- Anton Schaller: ERSTE Geburts HILFE. Maudrich, Wien 2004, ISBN 3-85175-805-6.
- Josef Artner, Hrsg. Anton Schaller: Stalingrad und danach. Erinnerungen eines österreichischen Arztes. Maudrich, Wien 2005, ISBN 3-85175-820-X.
- Anton Schaller: Wo Ferdinand Sauerbruch und Jörg Böhler nicht nur Urlaub machten... Zur Medizingeschichte des Bergsteigerdorfes Zermatt. Maudrich, Wien 2008, ISBN 978-3-85175-902-0
- Anton Schaller: Universitätsbuchhandlung und Medizinischer Verlag Wilhelm Maudrich 1909-2009. Maudrich, Wien 2009.